# GSC3617-1885
GSC3617-1885 — хімічно пекулярна зоря спектрального класу F0, що має видиму зоряну величину в смузі V приблизно  9,8.

## Пекулярний хімічний склад
Зоряна атмосфера GSC3617-1885 має підвищений вміст 
Si
.